# G2
G2 là thuật ngữ được các nhà kinh tế học đưa ra để chỉ hai Siêu cường quốc kinh tế thế giới. Khái niệm này thường nổi lên khi thế giới có 2 siêu cường vượt lên các quốc gia khác, 2 siêu cường này thường sẽ đấu tranh toàn diện để leo lên trở thành siêu cường duy nhất trên thế giới.

## Lịch sử
Trong lịch sử, khái niệm G2 thường được dùng để chỉ 2 siêu cường thế giới, không giống như G7, G8, G20,... thường hội họp với nhau để bàn cách thúc đẩy kinh tế cho các quốc gia thành viên, thì G2 lại là thuật ngữ để nói về 2 siêu cường thế giới không hội họp với nhau, thậm chí còn xảy ra cả chiến tranh để tranh giành ngôi siêu cường duy nhất trên thế giới

## Các "G2" trong lịch sử

### G2 thời Chiến tranh Lạnh

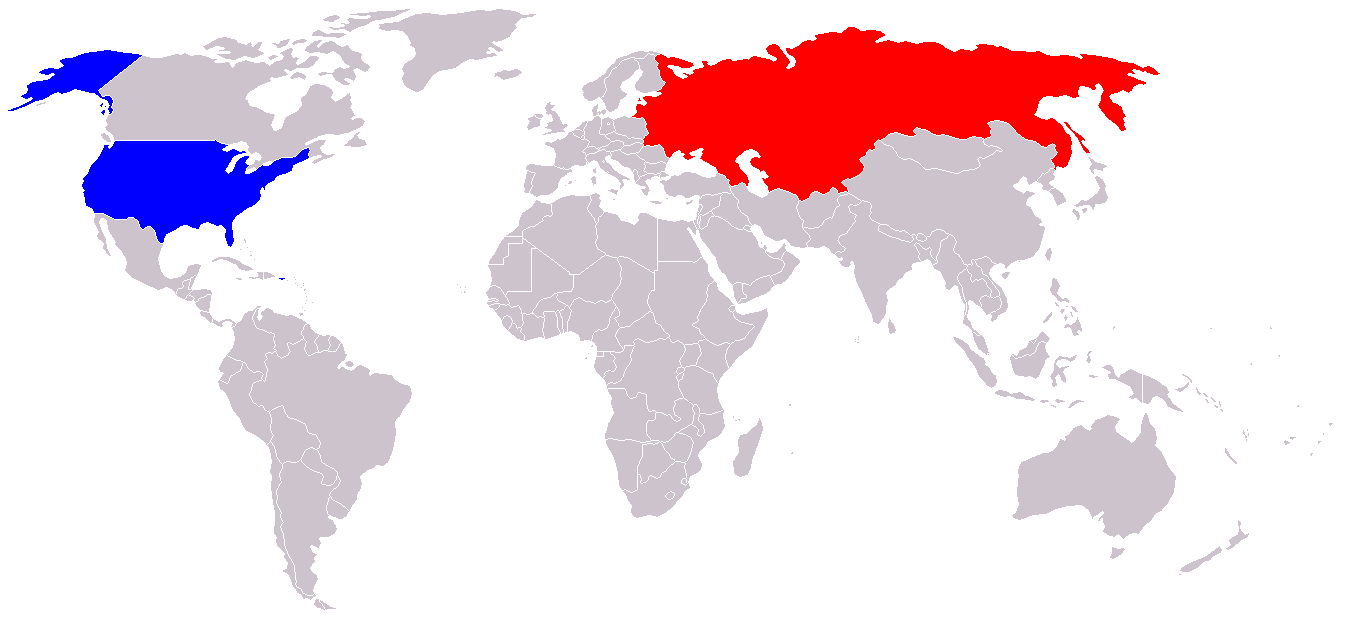
Liên bang Cộng hoà Xã hội chủ nghĩa Xô viết
Hợp chúng quốc Hoa Kỳ

Thuật ngữ "siêu cường" trong hoàn cảnh này lần đầu tiên được sử dụng để miêu tả Liên bang Cộng hòa Xã hội chủ nghĩa Xô viết và Hợp chúng quốc Hoa Kỳ, đối đầu với nhau về chính trị và kinh tế trong thời Chiến tranh Lạnh.
Liên bang Xô viết đại diện cho ý thức hệ cộng sản, và đứng đầu Khối Hiệp ước Warszawa, được gọi là Khối Đông Âu ở phương Tây.
Hoa Kỳ đại diện cho ý thức hệ tư bản và đứng đầu Khối NATO trong thời Chiến tranh Lạnh.
Liên bang Xô viết và Hoa Kỳ đáp ứng các tiêu chí siêu cường ở những mặt sau:
|           | Liên bang Xô viết | Hoa Kỳ |
| --------- | --- | --- |
| Chính trị | Hệ thống chính phủ cộng sản mạnh. Các tư tưởng cộng sản mở rộng ảnh hưởng của họ ra phạm vi thế giới. Có ghế thường trực tại Hội đồng bảo an Liên hiệp quốc. Quan hệ vững chắc với Đông Âu và các nước đang phát triển ở châu Á, châu Phi. | Chế độ dân chủ tự do mạnh và ổn định, ảnh hưởng trên toàn thế giới. Những công ty lớn cho phép Hoa Kỳ có được ảnh hưởng nhiều hơn nữa tới các quốc gia tư bản chủ nghĩa. Có ghế thường trực tại Hội đồng Bảo an Liên hiệp quốc. Quan hệ vững chắc với Tây Âu và nhiều nước Tây Á.                                                                       |
| Địa lý    | Diện tích 22,4 triệu km², 11 múi giờ; là nước lớn nhất thế giới. Bao phủ những vùng biển rộng, và có nhiều tài nguyên khoáng sản cũng như diện tích đất nông nghiệp. | Nước lớn thứ ba trên thế giới, với diện tích 9,629 triệu km² Lưu trữ ngày 15 tháng 7 năm 2006 tại Wayback Machine. Những nguồn tài nguyên khoáng sản lớn cũng như ngành nông nghiệp lớn đã được công nghiệp hóa. |
| Văn hoá   | Ảnh hưởng mạnh trên các nước xung quanh, đa dạng và giàu có về lịch sử và văn hoá. Vận dụng ảnh hưởng thông qua các chính phủ cộng sản và các tổ chức trên toàn thế giới. Các tư tưởng cộng sản rất hấp dẫn đối với nhiều người trên thế giới. | Ảnh hưởng to lớn hầu như trên mọi lục địa, hội nhập văn hóa với Tây Âu. Các công ty bán sản phẩm văn hóa Mỹ và có ảnh hưởng văn hóa Mỹ ra toàn thế giới. Tự do ngôn luận rất hấp dẫn với nhiều người trên thế giới. |
| Quân sự   | Có đội quân lớn nhất trong lịch sử thế giới (13 triệu người năm 1946). Lực lượng không quân và lục quân lớn nhất thế giới, hải quân mạnh thứ 2 thế giới. Có lãnh thổ lớn nhất thế giới với nhiều nguồn tài nguyên chiến lược, kỹ thuật quân sự tiên tiến và kỹ thuật vũ trụ hàng đầu, là nước có kho vũ khí hạt nhân lớn nhất thế giới trong nửa sau thời Chiến tranh Lạnh. | Có những căn cứ quân sự trên toàn thế giới, đặc biệt trong một "vành đai" gần bao kín toàn bộ Liên bang Xô viết ở phía Tây, phía Nam và phía Đông. Có kho vũ khí hạt nhân lớn nhất thế giới trong nửa đầu thời Chiến tranh Lạnh - đặt trên lãnh thổ của mình và tại châu Âu. Quân đội có kỹ thuật tiên tiến và có lực lượng hải quân lớn nhất thế giới. |
| Kinh tế   | Từng là nền kinh tế kế hoạch tập trung lớn nhất thế giới, và đứng hàng thứ hai về tổng thể nền kinh tế (2,9 nghìn tỷ $ vào năm 1990) Khả năng tự cung tự cấp lớn. Trong một giai đoạn, từng sản xuất 20% lượng hàng công nghiệp thế giới. | Nền kinh tế thị trường lớn nhất thế giới (5,2 nghìn tỷ $ năm 1990), và cũng đứng đầu nếu tính theo tổng thể nền kinh tế. Đồng tiền mạnh, đôla Mỹ. |
| Nhân khẩu | Dân số 286,7 triệu người vào năm 1989, đứng hàng thứ ba thế giới sau Trung Quốc và Ấn Độ. | Dân số hơn 248,7 triệu người vào năm 1990, đứng thứ tư thế giới lúc bấy giờ. |

Hoa Kỳ và Liên Xô đã chiến tranh trong nhiều năm, chỉ kết thúc vào năm 1989, khi Tổng bí thư Liên Xô Mikhail Gorbachev và tổng thống Hoa Kỳ George H.W. Bush đã tuyên bố kết thúc Chiến tranh Lạnh, kết thúc cuộc chiến giữa hai siêu cường.
Tuy nhiên, vì lý do kinh tế suy thoái trầm trọng và biểu tình trên toàn Liên Xô, đến 25 tháng 12 năm 1991, tổng thống Mikhail Gorbachev tuyên bố giải thể Liên Xô, đồng thời giải tán Đảng Cộng sản Liên Xô, từ đó, Liên Xô chính thức tan rã. Hoa Kỳ trở thành siêu cường duy nhất trên thế giới, kết thúc tình trạng G2.

### G2 ngày nay
Cho đến tận ngày nay, kể từ Chiến tranh Lạnh, Hoa Kỳ vẫn luôn giữ danh hiệu siêu cường duy nhất trên thế giới. Tuy nhiên trên thực tế, một số quốc gia khác cũng có thể sẽ có danh hiệu này, ví dụ như Trung Quốc.
Hoa Kỳ dường như tìm mọi cách để giữ được danh hiệu này cho riêng mình. Và gần đây nhất, đã xảy ra chiến tranh thương mại giữa Hoa Kỳ và Trung Quốc, tuy nhiên mọi việc dường như đã bị gián đoạn bởi Đại dịch COVID-19. Tuy nhiên, dường như hai quốc gia này trong đại dịch vẫn là một trong những vùng dịch lớn nhất thế giới, đặc biệt là Hoa Kỳ, làm lộ rất nhiều kẽ hở trong nền y tế cũng như kiểm soát dịch tại nơi đây.